# Colibri
Păsările colibri sunt păsări originare din America și fac parte din familia biologică Trochilidae. Cu aproximativ 366 de specii și 113 genuri, ele sunt prezente din Alaska până în Țara de Foc, dar cele mai multe specii se găsesc în America Centrală și de Sud. În 2024, 21 de specii de păsări colibri sunt enumerate ca fiind pe cale de dispariție sau în pericol critic de dispariție, cu numeroase specii în declin.

## Descriere
Păsările colibri sunt cei mai mici dinozauri teropode aviare cunoscute și cei mai mici dinozauri vii. Culorile irizate și penele foarte specializate ale multor specii (în special la masculi) dau unor păsări colibri nume comune exotice, cum ar fi gemă de soare, zână, stea de lemn, safir sau silfidă.

### Morfologie
Dintre cele 366 de specii estimate, greutatea păsărilor colibri variază de la 2 grame la 20 de grame. Acestea au ciocuri lungi și înguste caracteristice, care pot fi drepte (de diferite lungimi) sau foarte curbate. Pasărea colibri albină – cu o lungime de numai 6 centimetri și o greutate de aproximativ 2 grame – este cea mai mică pasăre și cel mai mic vertebrat cu sânge cald din lume.
Colibrii au corpuri compacte, cu aripi relativ lungi, a căror structură anatomică le permite să zboare ca un elicopter în orice direcție, inclusiv să planeze. În special în timpul zborului suspendat, bătăile aripilor produc sunete de bâzâit, care au rolul de a alerta alte păsări. La unele specii, penele cozii produc sunete folosite de masculi în timpul zborului de curtare. Colibrii au bătăi ale aripilor extrem de rapide, de până la 80 pe secundă, susținute de o rată metabolică ridicată.
Păsările colibri își folosesc picioarele ca pistoane pentru a genera forță de propulsie atunci când își iau zborul, deși scurtimea picioarelor lor asigură o propulsie cu aproximativ 20% mai mică decât cea evaluată la alte păsări. În timpul zborului, picioarele păsărilor colibri sunt ascunse sub corp, permițând o aerodinamică și o manevrabilitate optime. Dintre speciile care au fost măsurate în timpul zborului, viteza maximă de zbor a colibriilor depășește 15 m/s (54 km/h). În timpul curtării, unele specii de masculi plonjează de la o înălțime de 30 de metri deasupra unei femele cu viteze de aproximativ 23 m/s (83 km/h).
Sexele diferă în ceea ce privește coloritul penelor, masculii având o strălucire și o ornamentație distinctă a penelor capului, gâtului, aripilor și pieptului. Cea mai tipică ornamentație a penelor la masculi este o pată iridescentă a penelor gâtului care își schimbă strălucirea în funcție de unghiul de vedere pentru a atrage femelele și a avertiza masculii concurenți să se îndepărteze.
| Mascul | Femelă |
| ------ | ------ |
|        |        |

## Sistematică

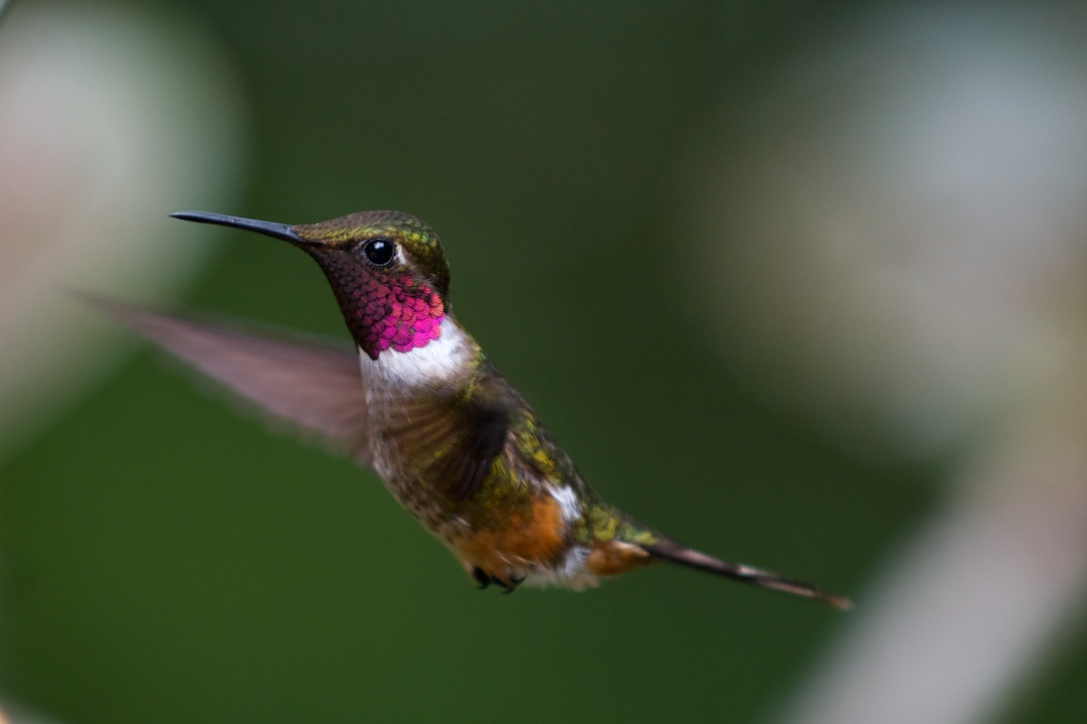
Philodice bryantae

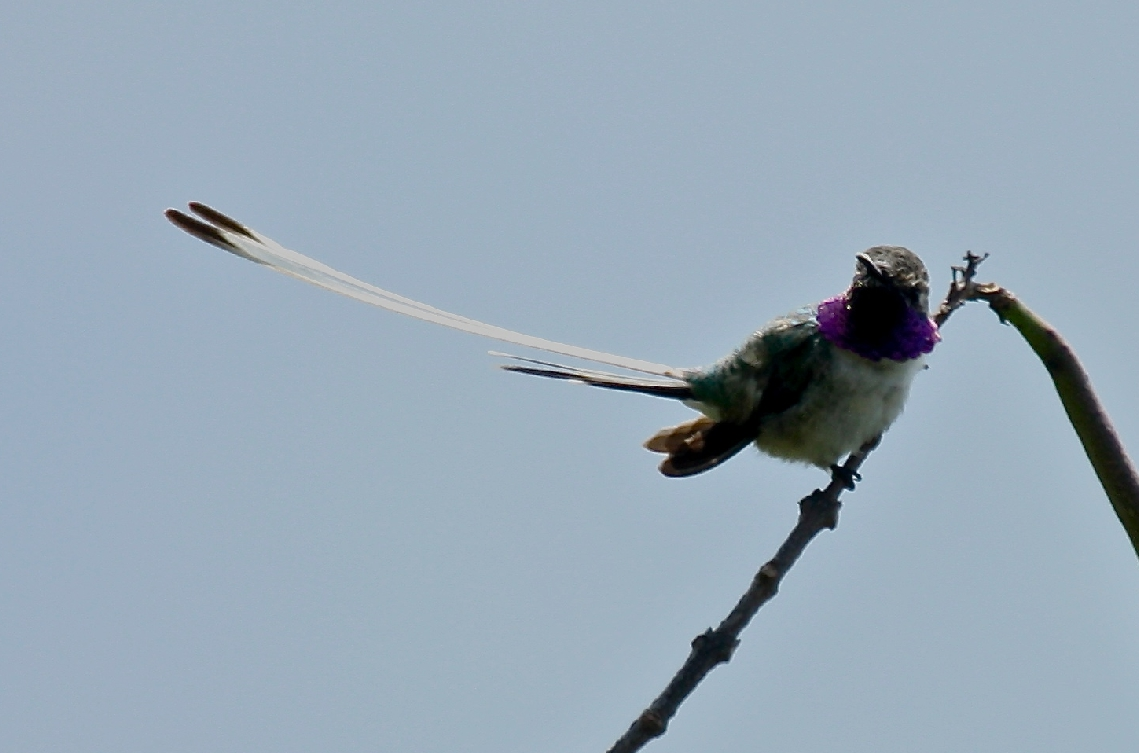
Thaumastura cora

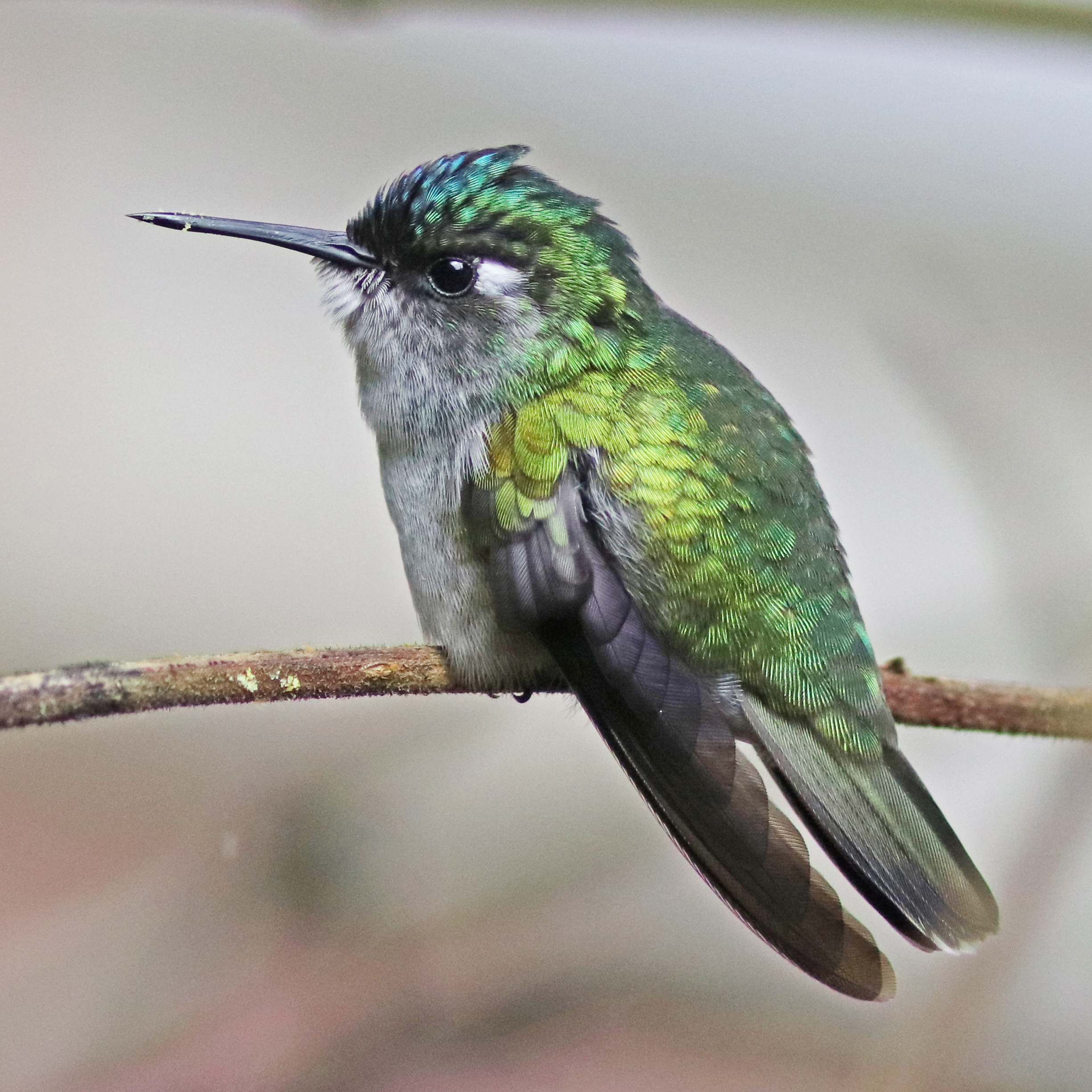
Klais guimeti

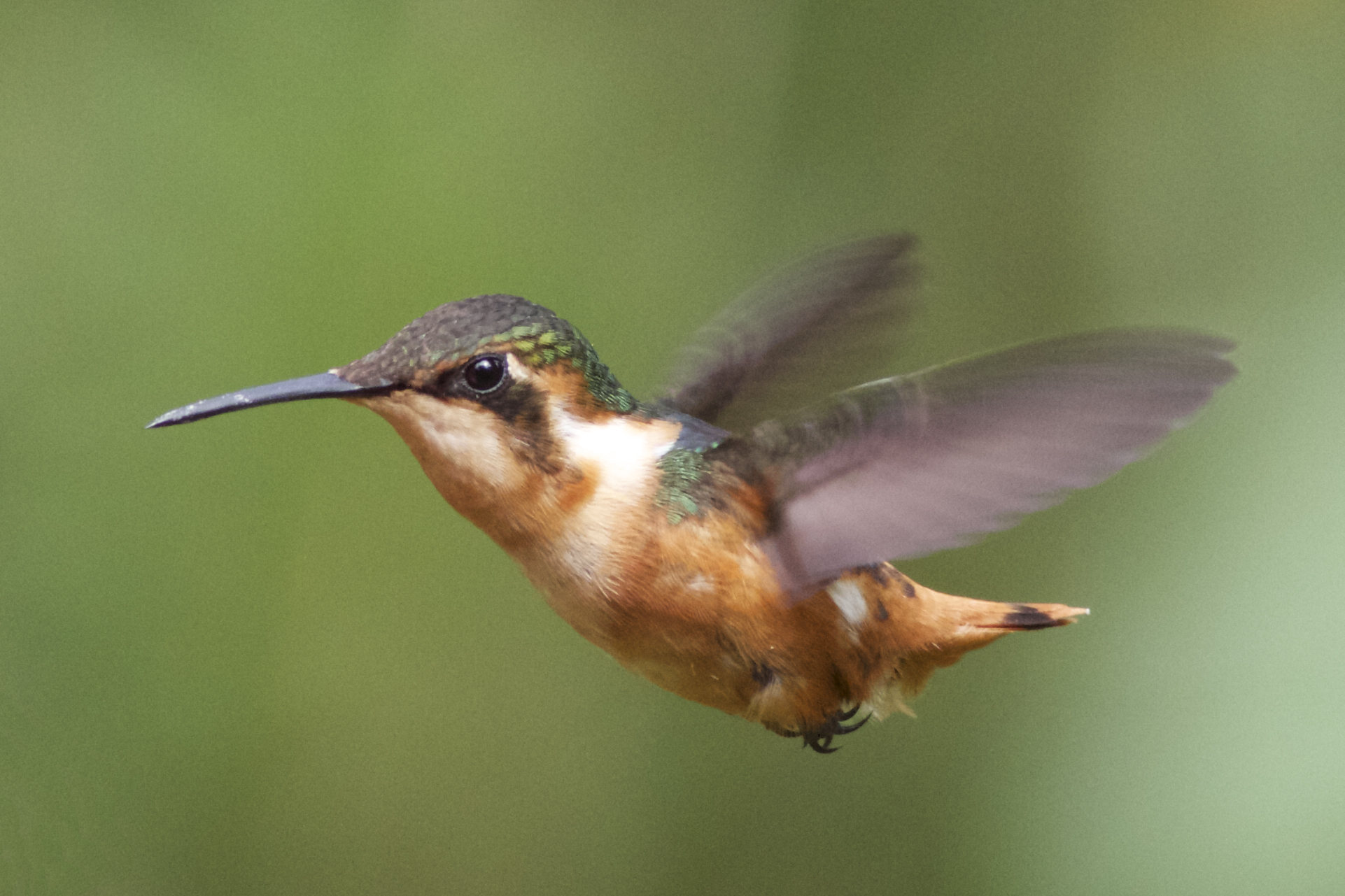
Chaetocercus heliodor

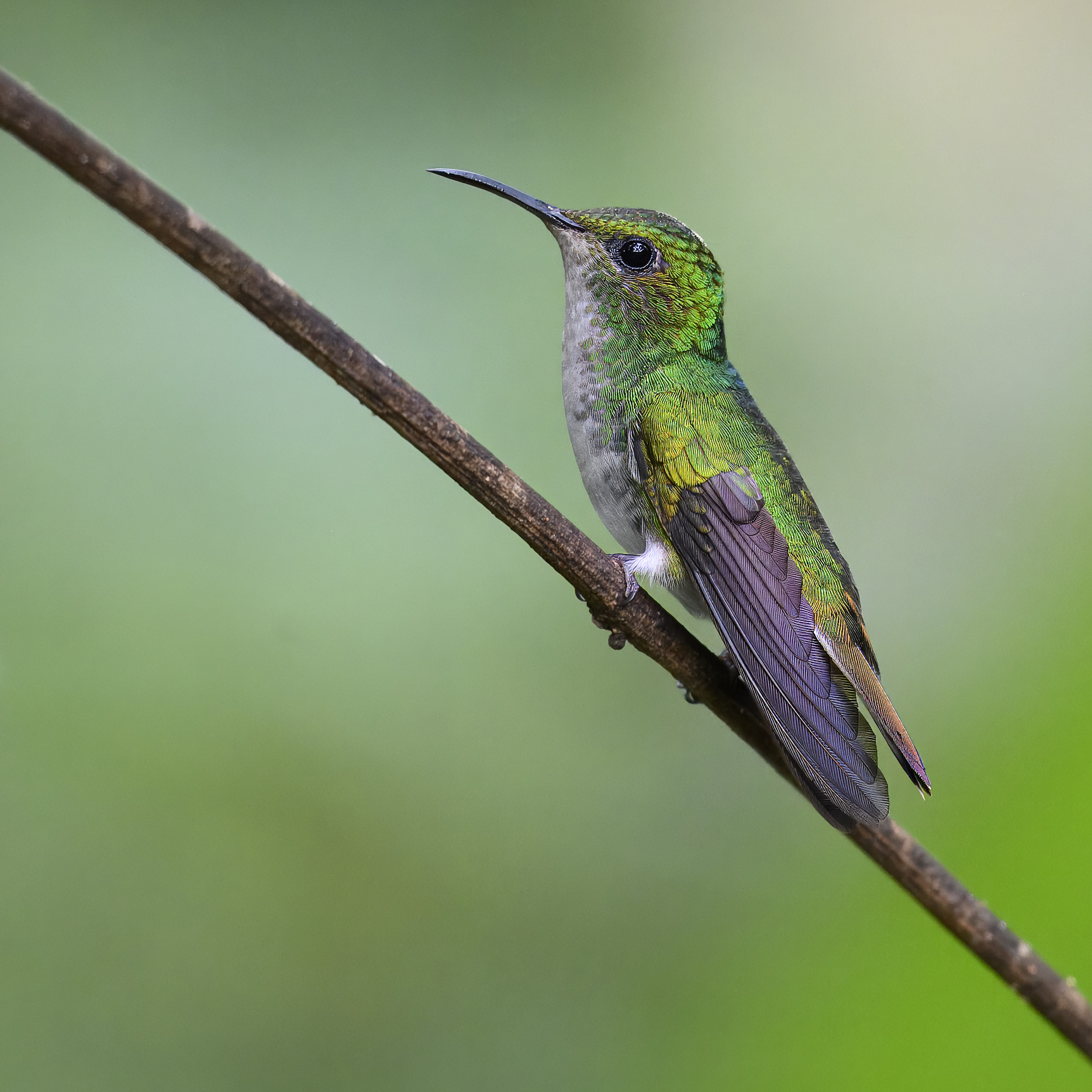
Microchera cupreiceps

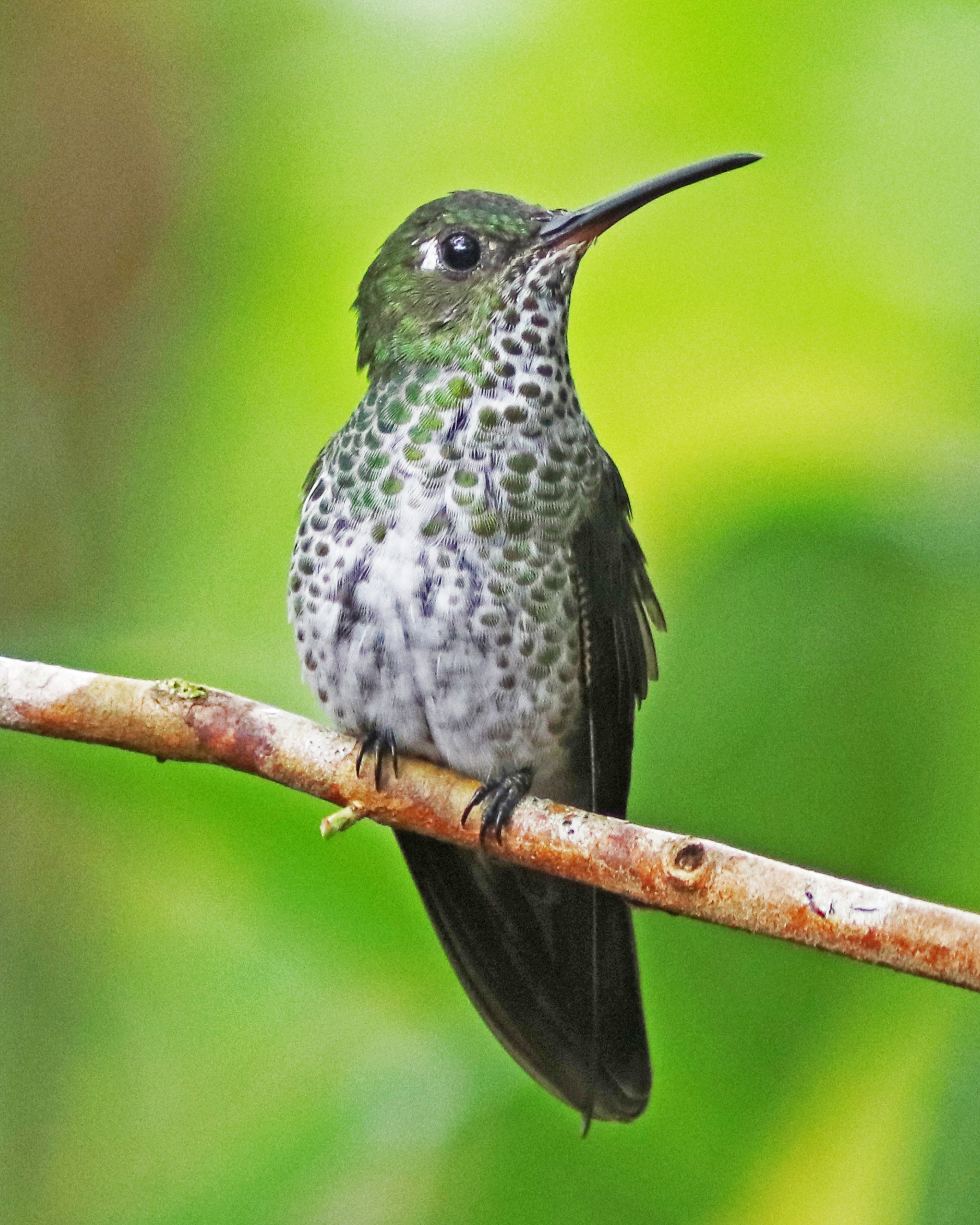
Taphrospilus hypostictus

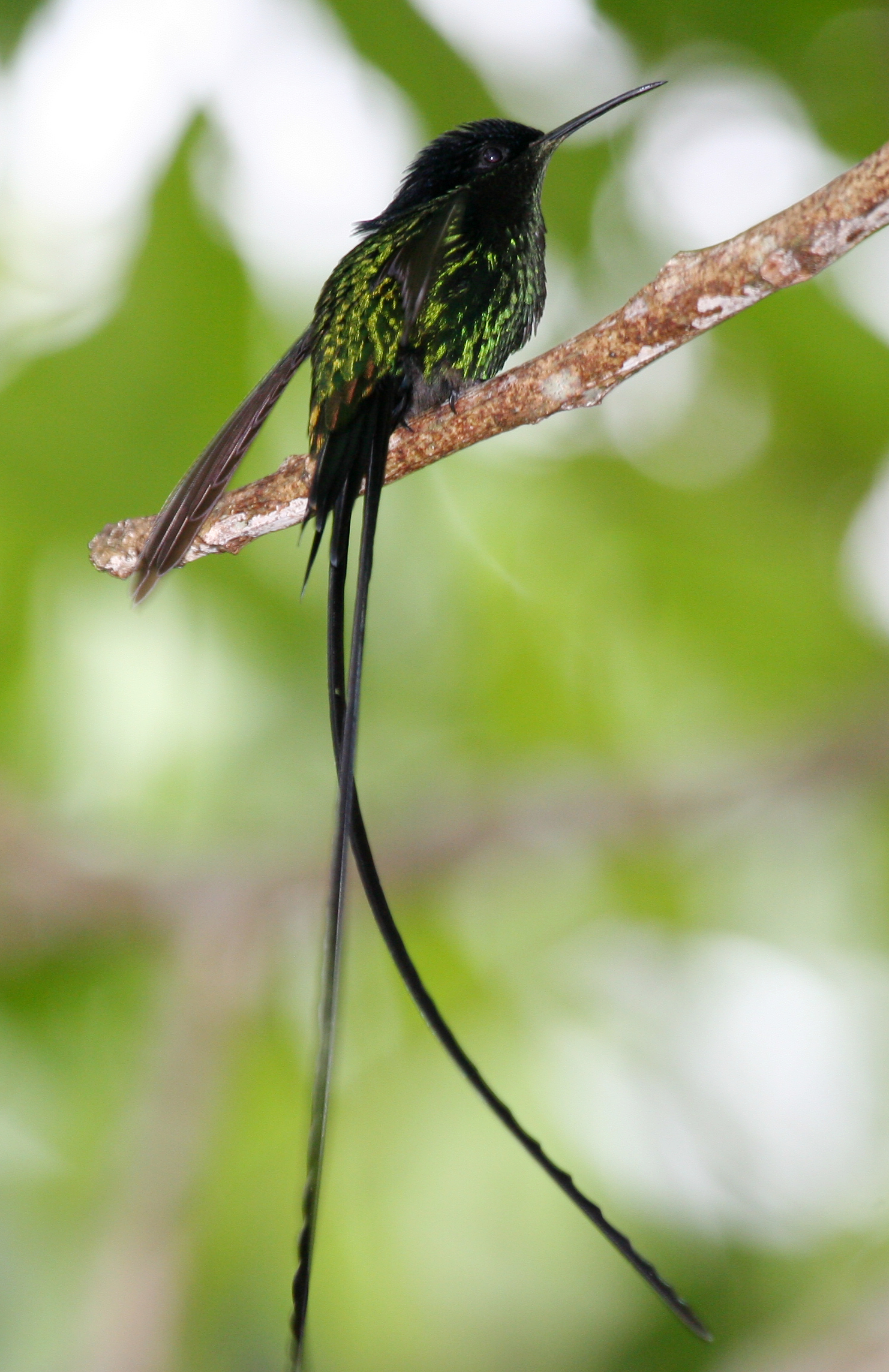
Trochilus scitulus

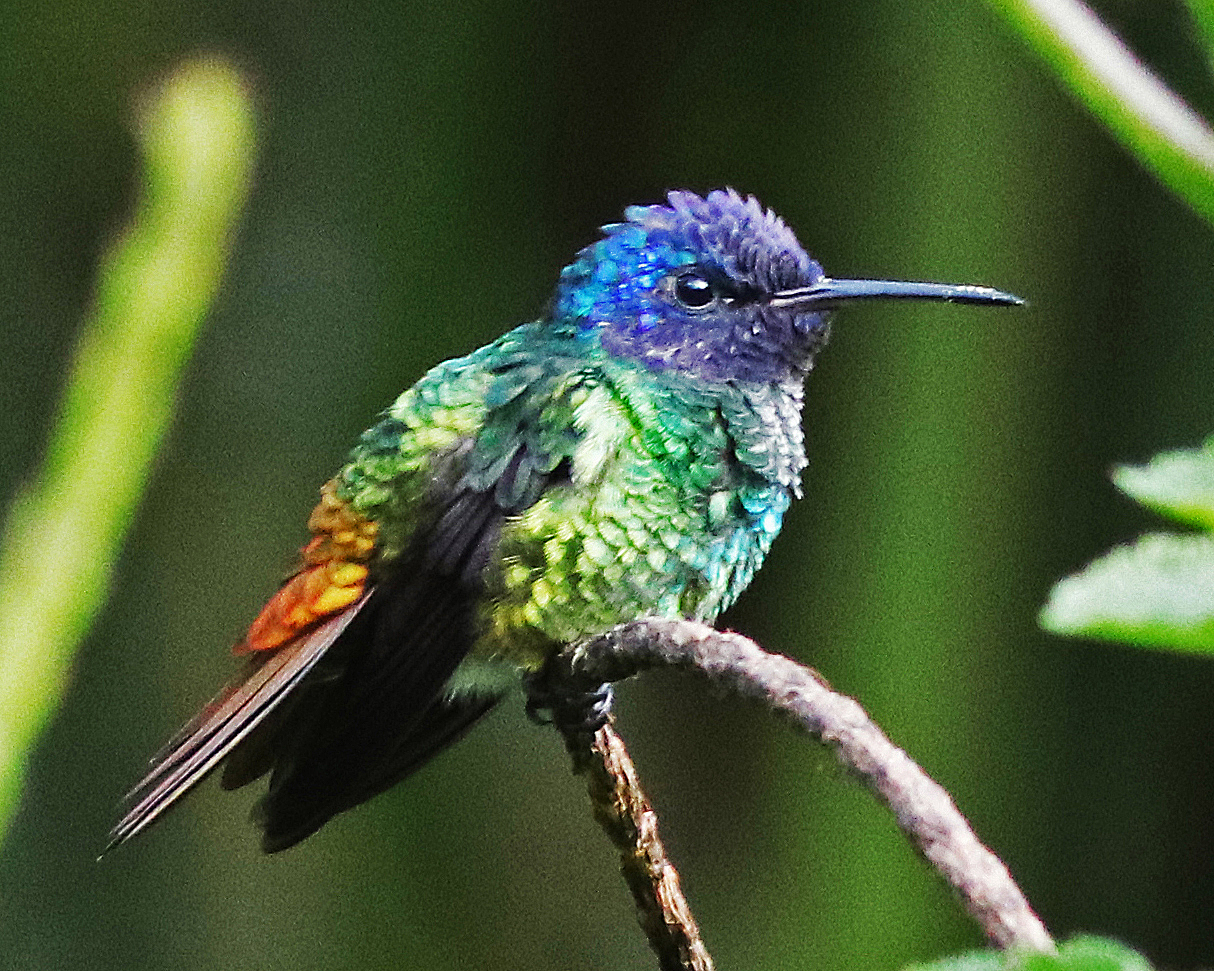
Chrysuronia oenone

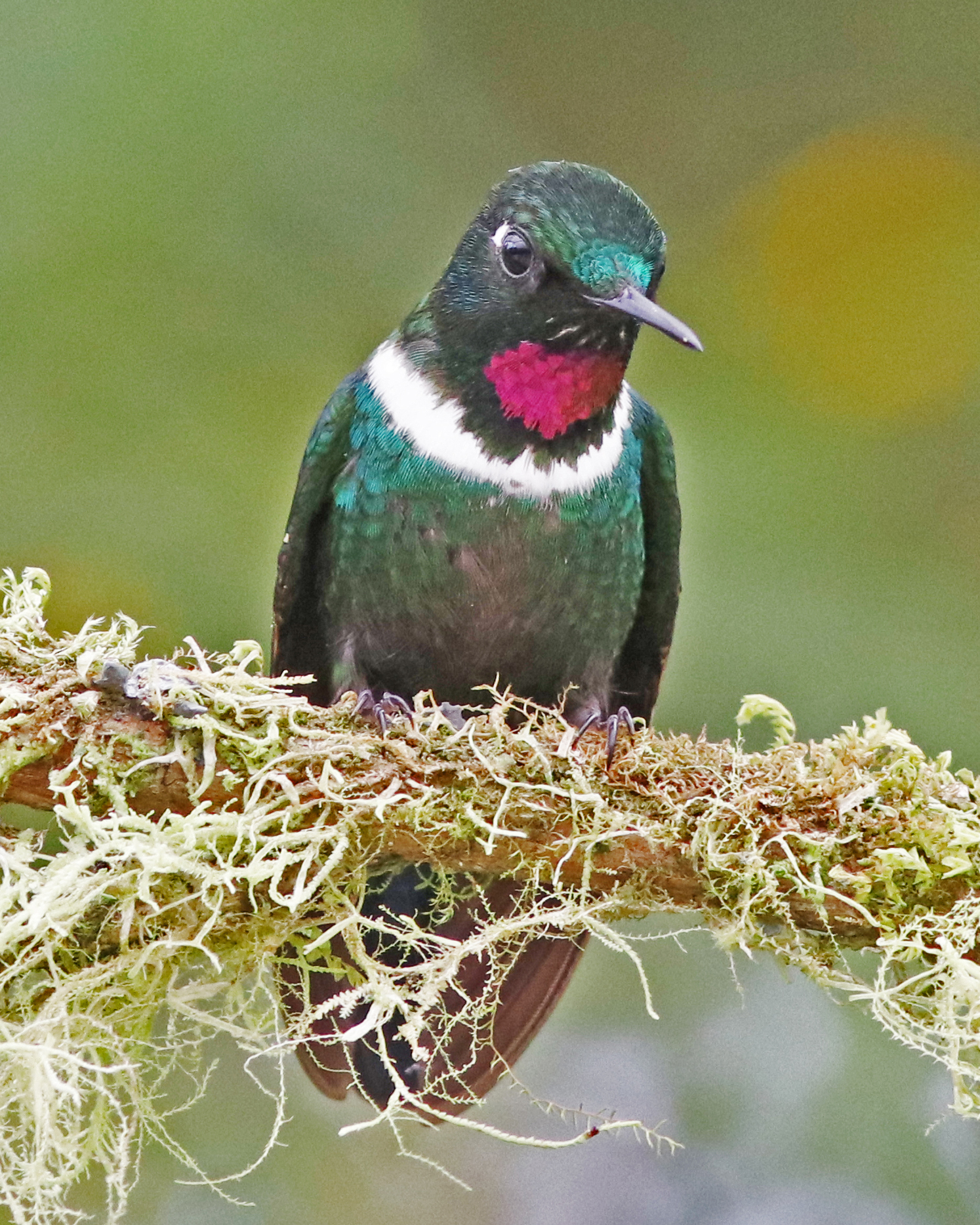
Heliangelus strophianus

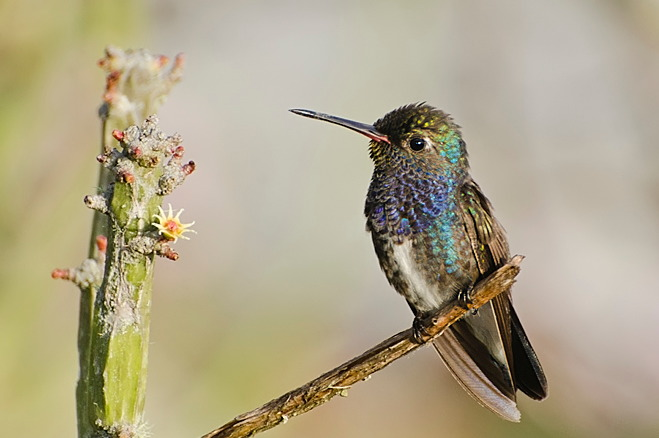
Amazilia lactea

- Subfamilia Florisuginae
  - Genul Topaza – 2 specii
  - Genul Florisuga – 2 specii
- Subfamilia Phaethornithinae
  - Genul Ramphodon
  - Genul Eutoxeres – 2 specii
  - Genul Glaucis  – 3 specii
  - Genul Threnetes  – 3 specii
  - Genul Anopetia
  - Genul Phaethornis – 27 specii
- Subfamilia Polytminae
  - Genul Doryfera – 2 specii
  - Genul Schistes – 2 specii
  - Genul Augastes – 2 specii
  - Genul Colibri – 5 specii
  - Genul Androdon
  - Genul Heliactin
  - Genul Heliothryx – 2 specii
  - Genul Polytmus – 3 specii
  - Genul Avocettula
  - Genul Chrysolampis
  - Genul Anthracothorax – 8 specii
  - Genul Eulampis – 2 specii
- Subfamilia Lesbiinae
  - Genul Haplophaedia – 3 specii
  - Genul Eriocnemis – 11 specii
  - Genul Loddigesia
  - Genul Aglaeactis – 4 specii
  - Genul Coeligena – 12 specii
  - Genul Lafresnaya
  - Genul Ensifera
  - Genul Pterophanes
  - Genul Boissonneaua – 3 specii
  - Genul Ocreatus – 3 specii
  - Genul Urochroa – 2 specii
  - Genul Urosticte – 2 specii
  - Genul Heliodoxa – 10 specii
  - Genul Heliangelus – 9 specii
  - Genul Sephanoides – 2 specii
  - Genul Discosura – 5 specii
  - Genul Lophornis – 11 specii
  - Genul Phlogophilus – 2 specii
  - Genul Adelomyia
  - Genul Aglaiocercus – 3 specii
  - Genul Sappho
  - Genul Polyonymus
  - Genul Taphrolesbia
  - Genul Oreotrochilus – 7 specii
  - Genul Opisthoprora
  - Genul Lesbia – 2 specii
  - Genul Ramphomicron – 2 specii
  - Genul Chalcostigma – 5 specii
  - Genul Oxypogon – 4 specii
  - Genul Oreonympha
  - Genul Metallura – 9 specii
- Subfamilia Patagoninae
  - Genul Patagona – 2 specii
- Subfamilia Trochilinae
  - Genul Sternoclyta
  - Genul Hylonympha
  - Genul Eugenes – 2 specii
  - Genul Panterpe
  - Genul Heliomaster – 4 specii
  - Genul Lampornis – 8 specii
  - Genul Lamprolaima
  - Genul Calliphlox
  - Genul Myrtis
  - Genul Rhodopis
  - Genul Myrmia
  - Genul Thaumastura
  - Genul Philodice – 2 specii
  - Genul Eulidia
  - Genul Microstilbon
  - Genul Chaetocercus – 6 specii
  - Genul Tilmatura
  - Genul Doricha – 2 specii
  - Genul Calothorax – 2 specii
  - Genul Archilochus – 2 specii
  - Genul Mellisuga – 2 specii
  - Genul Nesophlox – 2 specii
  - Genul Calypte – 2 specii
  - Genul Selasphorus – 9 specii
  - Genul Phaeoptila
  - Genul Riccordia – 5 specii
  - Genul Cynanthus – 5 specii
  - Genul Chlorostilbon – 10 specii
  - Genul Basilinna – 2 specii
  - Genul Pampa – 4 specii
  - Genul Abeillia
  - Genul Klais
  - Genul Orthorhyncus
  - Genul Anthocephala – 2 specii
  - Genul Stephanoxis – 2 specii
  - Genul Campylopterus – 10 specii
  - Genul Chalybura – 2 specii
  - Genul Thalurania – 4 specii
  - Genul Microchera – 3 specii
  - Genul Goldmania – 2 specii
  - Genul Eupherusa – 5 specii
  - Genul Phaeochroa
  - Genul Leucippus
  - Genul Thaumasius – 2 specii
  - Genul Taphrospilus
  - Genul Eupetomena – 2 specii
  - Genul Talaphorus
  - Genul Trochilus – 2 specii
  - Genul Leucolia – 3 specii
  - Genul Saucerottia – 11 specii
  - Genul Amazilia – 5 specii
  - Genul Amazilis
  - Genul Uranomitra
  - Genul Chrysuronia – 9 specii
  - Genul Leucochloris
  - Genul Chionomesa – 2 specii
  - Genul Hylocharis – 2 specii
  - Genul Elliotomyia – 2 specii
  - Genul Polyerata – 3 specii
  - Genul Chlorestes – 5 specii